# 儒勒·维耶曼

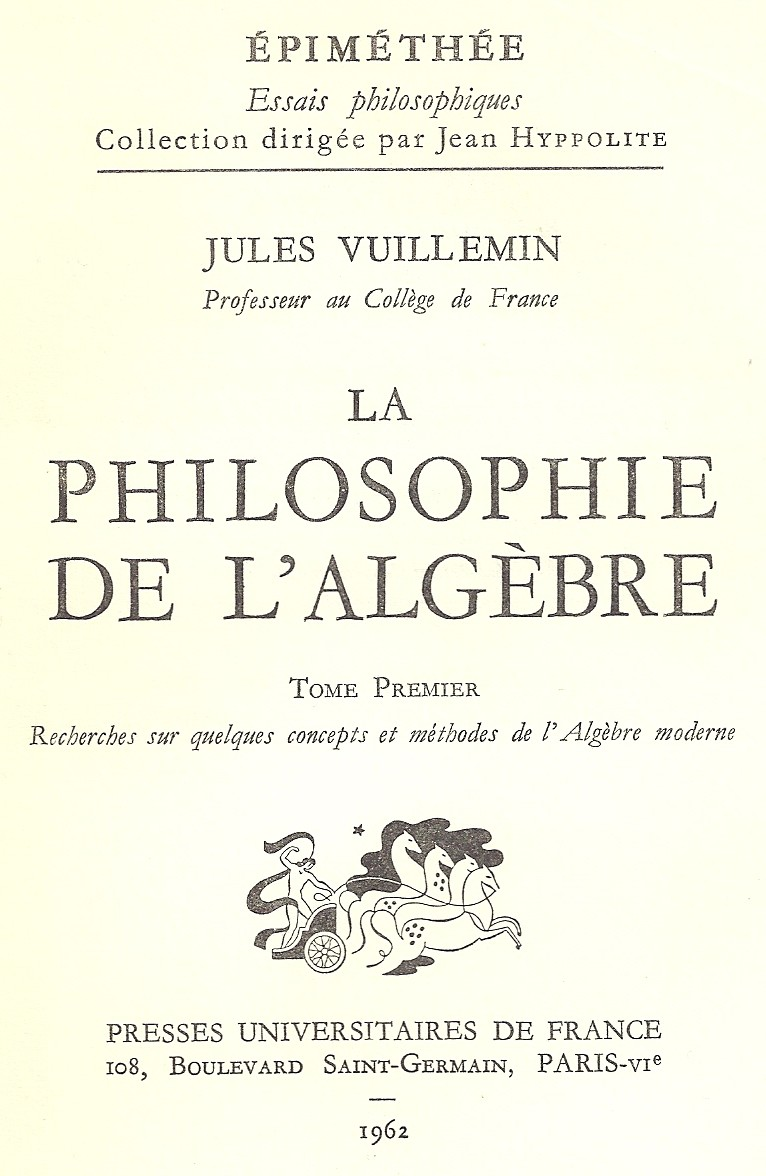
Jules Vuillemin, La philosophie de l'algèbre, Presses Universitaires de France, 巴黎, 1962。

儒勒·维耶曼（法語：Jules Vuillemin，法語：[vɥijmɛ̃] ，1920年2月15日—2001年1月16日），法国哲学家。1962年至1990年，他在巴黎法兰西学院担任知识哲学教授讲席，也是莫里斯·梅洛 - 庞蒂的继任者。1991年至2001年任名誉教授。他也是新泽西州普林斯顿高等研究院的特邀教授（1968年）。
在法兰西学院，维耶曼把分析哲學引入了法国。维耶曼的思想对雅克·布弗莱斯的著作有重大影响。维耶曼本人则在维护马夏尔·盖鲁的思想遗产。
维耶曼是米歇尔·福柯的好友，并支持了他在法兰西学院的选举。他也同米歇尔·塞尔过从甚密。